# Dand
Dand (persiska: دند) är ett distrikt i Afghanistan.   Det ligger i provinsen Kandahar, i den centrala delen av landet, intill staden Kandahar.
Dand är ett av Afghanistans provisoriska distrikt, och anges ibland vara en del av distriktet Kandahar. Dand beräknades ha omkring 52 500 invånare år 2022.